# Vela Jiménez

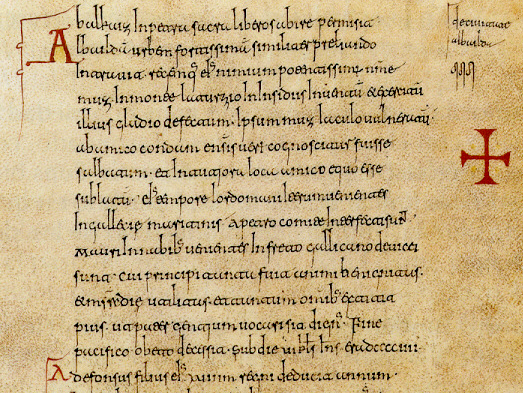
Folio 241 do manuscrito da Crônica albeldense (século IX

Vela Jiménez (em latim: Vigila Scemeniz),  é mencionado duas vezes como conde em Álava em 882 e 883  na Crónica Albeldense,  escrita em 881 com dois longos parágrafos adicionados posteriormente para recontar os acontecimentos dos anos 882 e 883. 
Há uma referência anterior de outro conde em Alava chamado Eylo que se rebelou cerca de 870 e foi derrotado por o rei Afonso III das Astúrias e, posteriormente, levado a Oviedo em cadeias. No entanto, as referências sobre o conde Vela, que seria a cabeça principal de sua linhagem são muito mais precisas.

## Origens
Supõe-se que pertenceu à família real de Pamplona e que foi membro da Dinastia Jimena, parente do rei Afonso III das Astúrias e seu cunhado. No entanto, não existe nenhuma prova documental para sustentar tal parentesco.

## Conde em Álava

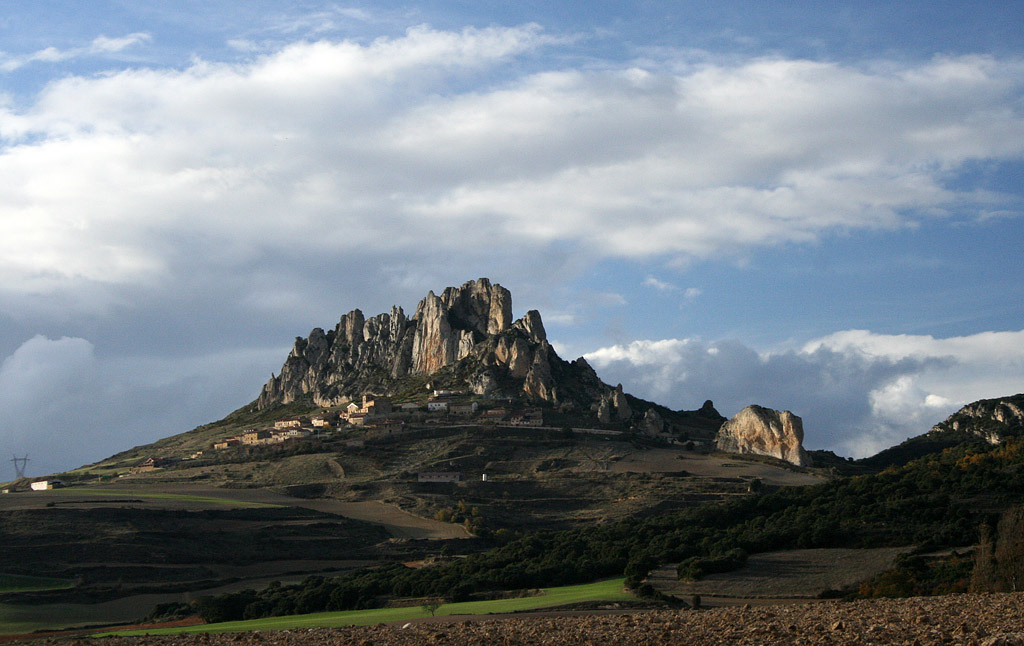
Vista de Cellorigo, onde se encontrava a fortaleza inexpugnável do conde de Álava, Vela Jiménez.

O Condado de Castela havia sido governado pelo conde Rodrigo de Castela por mandato do rei Ordonho I das Astúrias e, de acordo com as fontes, parece que a autoridade do conde castelhano também englobava parte das terras alavesas devido a que não aparece nenhum personagem con o título de conde de Álava até o ano 882.
Já no ano 882, o condado castelhano era governado por Diogo Rodrigues Porcelos, filho do conde Rodrigo, enquanto o conde Vela aparece em duas ocasiões, em 882 e em 883, exercendo o governo; Vigila Scemeniz erat tunc comes in Alaba.  Em 882, entanto o conde Diego defendia o desfiladeiro de Pancorbo, Vela Jimenez era o responsável da defesa de Cellorigo onde desde a fortaleza bloqueou o passo e derrotou as tropas de Almondir I de Córdova na batalha de Cellorigo em 882.

## Descendência
Embora não exista documento que possa confirmar, é suposto ter sido o pai de:
- Munio Velaz, que aparece a partir de 913 como conde em Álava e em 919 figura como Monnio Uigilazi in Alaba nos Cartorários de Valpuesta. Por seu patronímico e posição, presume-se que provavelmente era um dos filhos do conde Vela.[5][3] Também poderia ser o mesmo que aparece documentado no Codex de Roda como o conde Momo Biscahiensis, ou seja, conde em Biscaia. [6]
- Nuno Velaz.  O medievalista Jaime de Salazar y Acha sugere que o conde Vela poderia ser o pai de um filho chamado Nuno que, depois de que os Vela fugiram de Álava devido a diferenças com o conde Fernão Gonzalez, viveu no reino de Leão onde deixou uma nutrida e ilustre descendência. Este Nuno seria o pai de vários filhos, incluindo os condes Vela Nunes, Bermudo Nunes o primeiro conde de Cea, e Oveco Nunes bispo de Leão.[7]